# 연소일기
《연소일기》(중국어: 年少日记)는 2024년 11월 대한민국에서 개봉 예정인 홍콩의 드라마 영화이다. 2023년 11월 16일 홍콩에서 상영되었다.

## 줄거리
"나는 쓸모없는 사람이다" 한 고등학교 교실의 쓰레기통에서 주인 모를 유서 내용의 편지가 발견된다. 대입 시험을 앞두고 교감은 이 일을 묻으려고 하고, 정 선생은 우선 이 편지를 누가 썼는지부터 찾아보자고 한다. "일기야, 안녕? 오늘부터 매일 일기를 쓰기로 했어" 편지와 학생들의 글씨 모양을 비교하던 정 선생은 편지 속 한 문장에 자신의 어린 시절을 떠올리며 오래된 일기장을 꺼내 든다. 열심히 쓰다 보면 바라던 어른이 될 거란 믿음으로 써 내려간 열 살 소년의 일기. 정 선생은 일기를 읽으며 묻어뒀던 아픈 과거와 감정들을 마주하고, 학생들을 위해 마음을 열기 시작하는데…

## 출연진

### 주연
- 노진업 - 정 선생 역
- 황재락 - 어린 일라이 역

### 조연
- 하백염 - 앨런 역
- 정중기 - 청츠훙 역
- 진한나 - 셰리 역
- 위라사 - 하이디 역